# Meziměstí
Meziměstí (in tedesco Halbstadt) è una città della Repubblica Ceca facente parte del distretto di Náchod, nella regione di Hradec Králové.